# (4479) Charlieparker
(4479) Charlieparker (1985 CP1) – planetoida z grupy pasa głównego asteroid okrążająca Słońce w ciągu 4,58 lat w średniej odległości 2,76 j.a. Odkryta 10 lutego 1985 roku.